# Spuren eines Lebens
Spuren eines Lebens (Evening) ist ein US-amerikanisches Filmdrama aus dem Jahr 2007. Regie führte Lajos Koltai, das Drehbuch schrieben Susan Minot und Michael Cunningham anhand des Romans Hochzeitsnacht (Evening) von Susan Minot aus dem Jahr 1998.

## Handlung
Die todkranke Ann Lord, die von einer Krankenschwester versorgt wird, ruft ihre Töchter Constance und Nina zu sich. Sie erzählt ihnen von Ereignissen, die 50 Jahre zurückliegen, als sie noch unter ihrem Geburtsnamen Ann Grant lebte, sowie über einen bisher unbekannten Harris Arden, dessen Existenz 50 Jahre ein Geheimnis war und den sie mehr als alles andere geliebt habe.
Im Jahr 1954 war sie nach Newport gereist, um die Brautjungfer ihrer Freundin aus dem College, Lila Wittenborn, zu werden. In Rückblenden, die sich mit der Gegenwart vermischen, wird erzählt, wie die junge Ann Grant damals ihrer Freundin bei deren Hochzeit beisteht, weil Lila eigentlich den falschen Mann heiratete, einen gewissen Carl. In Wirklichkeit liebt sie jedoch einen anderen: Harris Arden, einen mit der Familie Wittenborn befreundeten Arzt. Doch Harris hat Lilas Gefühle nie erwidert. Er ist andererseits sofort fasziniert von der eingetroffenen hübschen Ann. Es dauert nicht lange, bis sich die beiden näherkommen, zusammen tanzen, sich küssen und eine Nacht miteinander verbringen.
Dieses wiederum verkraftet Lilas Bruder Buddy nicht, mit dem Ann eng befreundet ist, und betrinkt sich. Die Nacht endet mit einem tragischen Unfall, den Ann nie vergessen wird.
Diese Erinnerungen plagen die alte Ann am Sterbebett. Harris war die Liebe ihres Lebens, doch nach der leidenschaftlichen Nacht haben sich ihre Wege wieder getrennt. Ann hat mehrere unerfüllte Ehen hinter sich, die Karriere als Sängerin aufgegeben und ihre Kinder großgezogen. Harris bezeichnet sie jetzt als Fehler, denn er hat sie niemals losgelassen.
In der Gegenwart kommt Lila Wittenborn, um ihre kranke Freundin zu besuchen. Sie versorgt die Tochter Nina – die inzwischen Nachforschungen zum ihr unbekannten Mann anstellt – mit Hintergrundinformationen.

## Kritiken
James Berardinelli schrieb auf ReelViews, die „Kraft des Drehbuchs und der Darstellungen“ würde „zwei zufriedenstellende Stunden mit Romanze, Drama und Tragödie“ sichern. Der im Jahr 1954 spielende Handlungsstrang – der etwas mehr Leinwandzeit und Tiefgründigkeit habe – sei interessanter als der andere. Die Besetzung sei so nahe einem „weiblichen Dream-Team“, wie man es sich vorstellen könne. Claire Danes zeige Reife; der Kritiker erwähnte außerdem Vanessa Redgrave, Glenn Close, Meryl Streep, Eileen Atkins, Toni Collette und Mamie Gummer, die eine Tochter von Meryl Streep sei und denselben Charakter wie ihre Mutter (im unterschiedlichen Alter) spiele. Auch Natasha Richardson, eine Tochter von Vanessa Redgrave, spiele im Film die Tochter der von Vanessa Redgrave verkörperten Rolle.
Justin Chang schrieb in der Zeitschrift Variety vom 25. Juni 2007, der Film sei eine „hochstilisierte“ Studie über Sterblichkeit, Reue und das Wesen der Frauen aus verschiedenen Generationen. Starke Literaturvorlage und kraftvolle Besetzung würden anspruchsvolles Publikum ansprechen. Dem Film mit beliebig wirkenden Zeitsprüngen fehle ein fester erzählerischer Rhythmus („difficulty in establishing a narrative rhythm“). Der Regisseur bringe seine Erfahrung als Kameramann ein, indem die Bilder der Szenen aus den 1950er Jahren und die dunkler gefilmten Szenen aus der Gegenwart im Kontrast stünden.
Das Lexikon des internationalen Films urteilt: „Obwohl das Melodram im Jonglieren der Zeitebenen zur Zerfaserung neigt, bietet es dank hervorragender Darstellerleistungen dennoch einige starke Szenen. Ansonsten ist der mit renommierten Namen besetzte Film inszenatorisch nicht sonderlich stimmig gelöst.“

## Hintergründe
Der Film wurde in New York City und in Rhode Island gedreht. Seine Weltpremiere fand am 9. Juni 2007 auf dem Newport International Film Festival statt, vier Tage später wurde er auf dem Nantucket Film Festival gezeigt. Am 29. Juni 2007 folgte die breite Veröffentlichung in den Kinos der USA, in den der Film ca. 12,4 Millionen US-Dollar einspielte. Der deutsche Kinostart folgte am 10. Januar 2008.